# STAY (映画)
STAY（すてい）は2007年の日本映画。
西炯子原作コミック『STAY～ああ今年の夏も何もなかったわ〜』の映画化であり、古田亘監督が、女子高生達のひと夏をみずみずしく描く青春映画。

## 原作
STAYシリーズの第1巻。月刊flowers2002年8月号〜2003年1月号掲載漫画が初出。
書誌情報
- B6判（フラワーズコミックス刊）『STAY〜ああ今年の夏も何もなかったわ〜』　2003年3月20日初版発行 ISBN 978-4091670311
- 文庫版（小学館文庫）『STAY 1』　2010年9月20日初版発行 ISBN 978-4091911957

映画は『STAY～ああ今年の夏も何もなかったわ』のみであるが、シリーズであると書いたように、本作の登場人物が登場する続編がある。
また、映画のストーリーの細部は漫画とはかなり異なる。

## あらすじ
演劇部に所属する女子高生達それぞれのひと夏の話。オムニバス作品。

### 玉井由美
玉井由美は夏休みに短大のサマースクーリングに参加した。男役の多い玉井は他の女子たちからちやほやされるが、当人は女子らしくみられたい思いを秘めていてこっそり女役のセリフをつぶやいてみたところ刈川えりに見つかってしまう。刈川に自分の秘めた思いを後押しされて、男役の格好ではなく女性らしい衣装でサマースクーリングを終える。

### 宮園真保
宮園真保は休みを利用して大ファンの舞台俳優の市丸洋史の劇団公演を観にいとこの所へ泊りがけで東京へ行った。真保はパンフレットを読みながら歩いていて横断歩道を渡っていると、やってきた車に接触してしまったかのように意識して倒れてしまう。目が覚めてみると、その車を運転していたのは市丸だった。やりとりを交わし、引き止める真保だったが、演技ではあったが軽薄そうに市丸は振舞い別れる。市丸に幻滅し涙した真保だったが、市丸が書き残した真保へのメッセージを読み泣き止む。

### 山王みちる
山王みちるは佐藤敦士と出会う。携帯電話を持っていないという今時珍しい山王に振り回される佐藤。路線電車に山王だけ乗り佐藤が後を走って追いかけたり、観覧車に乗って口説き文句を口走らされたり。佐藤は本気ではないつもりだった。帰りしなの電車内で銀河鉄道の夜でカムパネルラの父親の発したセリフについて会話した。夢であればよかったのにという点で共通の認識を持ちながら、佐藤は冷たいと思ったが、山王の解釈は死を受け入れようと必死だったのだと言う。佐藤のことを、なぜ寂しそうなのかと言って佐藤とそこで別れたが、これがデートであったことに電車を降りた駅の前で会った同級生との会話で山王は気がつく。

### 佐々貫リカ
佐々貫リカと津守邦彦と三隅竜太は幼馴染。幼いころ、リカが川でカッパに足をつかまれたような経験をしたことから、ある約束をしていた。カッパを見つけた方と結婚してもいい。そんな子供頃の記憶を覚えているのかいないのか、成長した３人は揃ってカッパを探しに河へと向かう。

### 樋高洋子
樋高洋子が、農家の娘だからと軽トラックを運転していると畑道で脱輪してしまい教師の松木馨に手伝わせて車輪を道に戻してもらった。そのまま樋高は車を走らせ、途中で母親も乗せて帰宅する。すると男が待っていた。樋高は母子家庭で、男は樋高の父親だった。東京でみんなでやりなおささないかとやってきたらしく、母親は受け入れたが、娘である樋高は振り回されることを割り切ることができなかった。母親には言い出すことができなかった感情を樋高は松木に吐露する。あくる日松木は決意したかのようにメロンを持って樋高家に訪れる。

### STAY
東京へ引っ越すかもしれない樋高を気にかける他の部員４名。松木は、樋高にどうしても行くなら婚約しようというが、それは信用できないと一度は言われる。それでも「俺はおまえが必要だ。おまえはおれが必要か」と再度プロポーズする松木に樋高は歩み寄り無言で肯定した。部員達は行ってしまうことを寂しいと思う気持ちを全員で演劇用に切っていた紙吹雪を浴びせて伝えたのだった。

## スタッフ
- 監督：古田亘
- 原作：西炯子
- 脚本：佐藤友紀
- 撮影：宇井忠幸
- 音楽：出田慎吾
- 製作：ギャガコミュニケーションズ
- 主題歌：バンバンバザール

## キャスト
- 樋高洋子（よーぴん）：仲村瑠璃亜
- 山王みちる（山ちゃん）：柳生みゆ
- 佐々貫リカ（リカ）：浜田麻希
- 玉井由美（玉ちゃん）：長谷部瞳
- 宮薗真保（宮ちゃん）：通山愛里
- 佐藤敦士：タモト清嵐
- 三隅竜太：小林且弥
- 津村邦彦：倉貫匡弘
- 松木馨役：橋本じゅん
- 綱島郷太郎
- 倉貫匡弘
- 小野明日香
- 瑠世
- 松谷嵐

## DVD
- 発売元：ギャガ
- 販売元：ハピネット
- 発売日：2007年10月5日
- 規格品番
  - vol.1　GADH-1170
  - vol.2　GADH-1171